# Jason Bateman
Jason Kent Bateman (Rye, 14 gennaio 1969) è un attore, regista, produttore cinematografico, produttore televisivo e sceneggiatore statunitense.

## Biografia

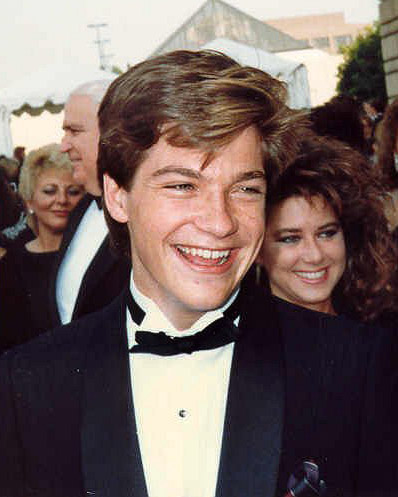
Jason Bateman ai Premi Emmy 1987.

Figlio di Victoria e Kent Bateman, il padre è uno sceneggiatore e regista televisivo, mentre la sorella Justine è anche lei attrice, nota principalmente per il ruolo di Mallory Keaton nella situation comedy Casa Keaton. Esordisce come attore bambino nelle serie televisive La casa nella prateria (1981-82), dove interpreta James Cooper Ingalls, e Il mio amico Ricky (1982-84) al fianco di Ricky Schroder. La sua partecipazione alla serie TV La famiglia Hogan (1986-91) lo rende un idolo per le adolescenti. Nel 1987 è il protagonista del film Voglia di vincere 2. Per quasi tutti gli anni novanta lavora in film per la televisione e appare in piccole parti in varie serie televisive, inoltre si cimenta anche come regista televisivo.
Nel 2002 ottiene una parte nella commedia La cosa più dolce.... Nel 2003 diventa protagonista della serie TV Arrested Development - Ti presento i miei nel ruolo di Michael Bluth, che lo rilancia dandogli nuova popolarità e gli fa vincere un Golden Globe come miglior attore in una serie commedia o musicale. In seguito prende parte a film come Starsky & Hutch, Palle al balzo - Dodgeball e Ti odio, ti lascio, ti.... Nel 2005 è apparso, sotto forma di caricatura, nella serie animata I Simpson, mentre nel 2006 è stato guest star in un episodio di Scrubs - Medici ai primi ferri, dove recita l'amico Zach Braff.
Nel 2006 lavora nel film di Joe Carnahan Smokin' Aces e l'anno seguente in The Kingdom di Peter Berg e in Juno di Jason Reitman, mentre nel 2008 è al fianco di Will Smith e Charlize Theron in Hancock. Nel 2013 riprende il ruolo di Michael Bluth nella quarta stagione di Arrested Development - Ti presento i miei, prodotta dopo sette anni dalla conclusione della terza stagione. Nello stesso anno, dopo aver diretto vari episodi di serie televisive, esordisce alla regia cinematografica con il lungometraggio Bad Words, presentato al Toronto International Film Festival. Ha interpretato, inoltre, il ruolo di Sandy Patterson nel film Io sono tu. Nel 2014 prende parte al film 7 giorni per cambiare, mentre nel 2017 interpreta il protagonista Martin "Marty" Byrde nella serie televisiva di Netflix Ozark.

## Vita privata

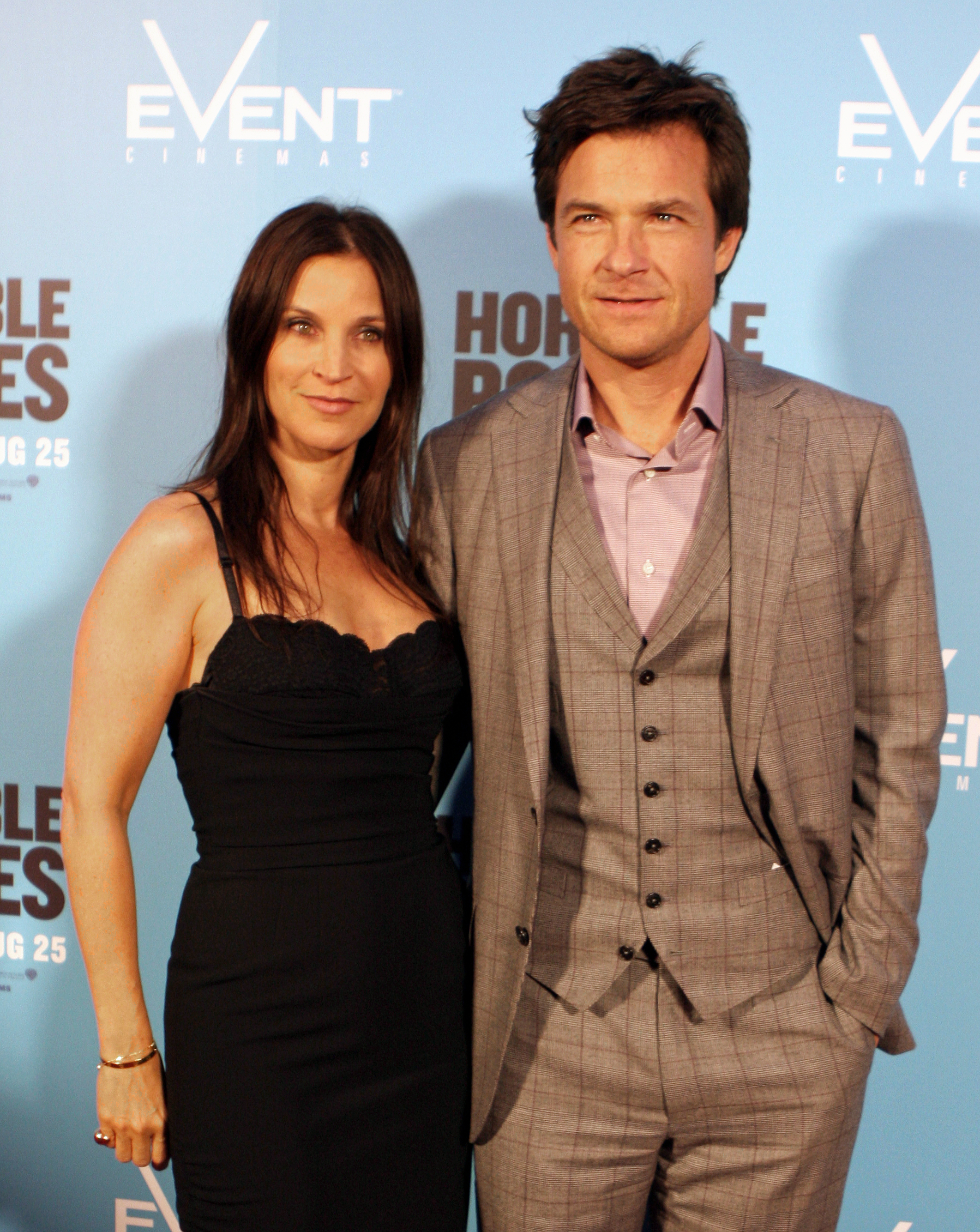
Jason Bateman assieme alla moglie Amanda Anka alla prima di Come ammazzare il capo... e vivere felici (2011).

È sposato con l'attrice Amanda Anka, figlia del cantante e attore Paul Anka. I due hanno due figlie: Francesca Nora, nata nel 2006 e Maple, nata nel 2012.

## Filmografia

### Attore

#### Cinema
- Voglia di vincere 2 (Teen Wolf Too), regia di Christopher Leitch (1987)
- Campioni di guai (Necessary Roughness), regia di Stan Dragoti (1991)
- Breaking the Rules, regia di Neal Israel (1992)
- Love Stinks, regia di Jeff Franklin (1999)
- La cosa più dolce... (The Sweetest Thing), regia di Roger Kumble (2002)
- Sol Goode, regia di Danny Comden (2003)
- Starsky & Hutch, regia di Todd Phillips (2004)
- Palle al balzo - Dodgeball (Dodgeball: A True Underdog Story), regia di Rawson Marshall Thurber (2004)
- Ti odio, ti lascio, ti... (The Break-Up), regia di Peyton Reed (2006)
- Smokin' Aces, regia di Joe Carnahan (2006)
- The Ex, regia di Jesse Peretz (2006)
- The Kingdom, regia di Peter Berg (2007)
- Juno, regia di Jason Reitman (2007)
- Mr. Magorium e la bottega delle meraviglie (Mr. Magorium's Wonder Emporium), regia di Zach Helm (2007)
- Una carriera a tutti i costi (The Promotion), regia di Steve Conrad (2008)
- Hancock, regia di Peter Berg (2008)
- Tropic Thunder, regia di Ben Stiller (2008) – cameo
- State of Play, regia di Kevin Macdonald (2009)
- Extract, regia di Mike Judge (2009)
- Tra le nuvole (Up in the Air), regia di Jason Reitman (2009)
- Il primo dei bugiardi (The Invention of Lying), regia di Ricky Gervais e Mack Robinson (2009)
- L'isola delle coppie (Couples Retreat), regia di Peter Billingsley (2009)
- Due cuori e una provetta (The Switch), regia di Will Speck e Josh Gordon (2010)
- Paul, regia di Greg Mottola (2011)
- Come ammazzare il capo... e vivere felici (Horrible Bosses), regia di Seth Gordon (2011)
- Cambio vita (The Change-Up), regia di David Dobkin (2011)
- Hit and Run, regia di David Palmer e Dax Shepard (2012)
- Disconnect, regia di Henry Alex Rubin (2012)
- Io sono tu (Identity Thief), regia di Seth Gordon (2013)
- Bad Words, regia di Jason Bateman (2013)
- 7 giorni per cambiare (The Longest Week), regia di Peter Glanz (2014)
- This Is Where I Leave You, regia di Shawn Levy (2014)
- Come ammazzare il capo 2 (Horrible Bosses 2), regia di Sean Anders (2014)
- Regali da uno sconosciuto - The Gift (The Gift), regia di Joel Edgerton (2015)
- La famiglia Fang (The Family Fang), regia di Jason Bateman (2015)
- Una spia e mezzo (Central Intelligence), regia di  Rawson Marshall Thurber (2016)
- La festa prima delle feste (Office Christmas Party), regia di Will Speck e Josh Gordon (2016)
- Game Night - Indovina chi muore stasera? (Game Night), regia di John Francis Daley e Jonathan M. Goldstein (2018)
- Thunder Force, regia di Ben Falcone (2021)
- Air - La storia del grande salto (Air), regia di Ben Affleck (2023)
- Carry-On, regia di Jaume Collet-Serra (2024)

#### Televisione
- La casa nella prateria (Little House on Prairie) – serie TV, 23 episodi (1981-1982)
- Il mio amico Ricky (Silver Spoons) – serie TV, 21 episodi (1982-1984)
- Supercar – serie TV, episodio 3×10, Alla ricerca di K.I.T.T. (1984)
- Right to Kill?, regia di John Erman – film TV (1985)
- Mr. Belvedere – serie TV, episodio 2x15 (1986)
- Can You Feel Me Dancing?, regia di Michael Miller – film TV (1986)
- A cuore aperto (St. Elsewhere) – serie TV, episodio 5x05 (1986)
- Disneyland – serie TV, episodio 31x08 (1986)
- La famiglia Hogan (Valerie) – serie TV, 110 episodi (1986-1991)
- Il motel della paura (Bates Motel), regia di Richard Rothstein – film TV (1987)
- Sotto stretta protezione (Moving Target), regia di Chris Thomson – film TV (1988)
- Vita col nonno (Our House) – serie TV, episodio 2x20 (1988)
- Fuori dal giro (Crossing the Mob), regia di Steven Hilliard Stern – film TV (1988)
- Il sapore dell'omicidio (A Taste for Killing), regia di Lou Antonio – film TV (1992)
- Confessions: Two Faces of Evil, regia di Gilbert Cates – film TV (1994)
- This Can't Be Love, regia di Anthony Harvey – film TV (1994)
- Hart to Hart: Secrets of the Hart, regia di Kevin Connor – film TV (1995)
- Simon – serie TV, 21 episodi (1995-1996)
- La legge di Burke (Burke's Law) – serie TV, episodio 2x08 (1995)
- Ned and Stacey – serie TV, episodio 1x21 (1996)
- Chicago Sons – serie TV, 13 episodi (1997)
- George & Leo – serie TV, 22 episodi (1997-1998)
- Rude Awakening – serie TV, episodio 2x20 (2000)
- Some of My Best Friends – serie TV, 8 episodi (2001)
- The Twilight Zone – serie TV, episodio 1x44 (2003)
- Arrested Development - Ti presento i miei (Arrested Development) – serie TV, 84 episodi (2003-2019)
- Scrubs - Medici ai primi ferri (Scrubs) – serie TV, episodio 5x08 (2006)
- The Jake Effect – serie TV, 7 episodi (2006)
- I Muppet (The Muppets) – serie TV, episodio 1x07 (2015)
- Ozark – serie TV, 44 episodi (2017-2022)
- The Outsider – miniserie TV, 4 puntate (2020)
- Murderville: Chi ha ucciso Babbo Natale? (Who Killed Santa? A Murderville Murder Mystery) – speciale TV (2022)

### Doppiatore
- King of the Hill – serie TV, episodio 9x06 (2005)
- Justice League – serie TV, episodio 4x05 (2005)
- Due fantagenitori (The Fairly OddParents) – serie TV, episodio 5x14 (2005)
- Arthur e il popolo dei Minimei (Arthur et les Minimoys), regia di Luc Besson (2006)
- Sit Down Shut Up – serie TV, 13 episodi (2009)
- Growing Up Fisher – serie TV, 12 episodi (2014)
- Zootropolis (Zootopia), regia di Rich Moore e Byron Howard (2016) - voce di Nick Wilde
- I Simpson (The Simpsons) – serie TV, episodio 32x08 (2020)
- Zootropolis 2 (Zootopia 2), regia di Jared Bush e Josie Trinidad - voce di Nick Wilde

### Regista
- La famiglia Hogan (Valerie) – serie TV, episodi 4x09-5x10-6x08 (1989-1990)
- Otto sotto un tetto (Family Matters) – serie TV, episodio 8x22 (1997)
- Due papà da Oscar (Brother's Keeper) – serie TV, episodio 1x15 (1999)
- Due gemelle e una tata (Two of a Kind) – serie TV, episodio 1x17 (1999)
- Tris di cuori (For Your Love) – serie TV, episodi 2x13-3x21-4x10 (1999-2001)
- Arrested Development - Ti presento i miei – serie TV (2004)
- Do Not Disturb – serie TV, episodio 1x01 (2008)
- Bad Words (2013)
- La famiglia Fang (The Family Fang) (2015)
- Ozark – serie TV (2017-2022)
- The Outsider – miniserie TV (2020)

### Produttore
- Always Open – reality show, 8 episodi (2011-2012) - produttore esecutivo
- Mansome – documentario (2012) - produttore esecutivo
- Io sono tu (Identity Thief), regia di Seth Gordon (2013) - produttore
- Bad Words, regia di Jason Bateman (2013) - produttore
- Two to Go, episodio pilota scartato (2014) - produttore esecutivo
- Growing Up Fisher – serie TV, 12 episodi (2014) - produttore esecutivo
- La famiglia Fang (The Family Fang), regia di Jason Bateman (2015) - produttore
- Game Night - Indovina chi muore stasera? (Game Night), regia di John Francis Daley e Jonathan M. Goldstein (2018)
- Kidding - Il fantastico mondo di Mr. Pickles (Kidding) – serie TV, 10 episodi (2018)
- Da me o da te (Your Place or Mine), regia di Aline Brosh McKenna (2023)
- Hit Man - Killer per caso (Hit Man), regia di Richard Linklater (2023)
- Lezioni di chimica (Lessons in Chemistry) – miniserie TV, 8 puntate (2023)

## Doppiatori italiani
Nelle versioni in italiano delle opere in cui ha recitato, Jason Bateman è stato doppiato da:
- Alessio Cigliano in Come ammazzare il capo... e vivere felici, Cambio vita, Come ammazzare il capo 2, I Muppet, Una spia e mezzo, La famiglia Fang, Game Night - Indovina chi muore stasera, Carry On
- Massimiliano Manfredi in La famiglia Hogan (1ª voce), State of Play, Tra le nuvole, L'isola delle coppie, Disconnect, This Is Where I Leave You, Thunder Force
- Massimo De Ambrosis in Juno, Hancock, La festa prima delle feste, Ozark, The Outsider, Air - La storia del grande salto
- Riccardo Rossi in The Kingdom, Io sono tu, Bad Words
- Vittorio Guerrieri in Arrested Development - Ti presento i miei, Regali da uno sconosciuto - The Gift
- Roberto Certomà in Ti odio, ti lascio, ti..., Non mi scaricare
- Francesco Prando in Mr. Magorium e la bottega delle meraviglie, Paul
- Loris Loddi in Voglia di vincere 2
- Simone Mori in La cosa più dolce
- Franco Mannella in Starsky & Hutch
- Massimiliano Alto in Palle al balzo - Dodgeball
- Marco Mete in Smokin' Aces
- Massimo Bitossi in Una carriera a tutti i costi
- Carlo Scipioni in Il primo dei bugiardi
- Daniele Raffaeli in Extract
- Alessandro Quarta in Due cuori e una provetta
- Gianfranco Miranda in 7 giorni per cambiare
- Gabriele Calindri in La famiglia Hogan (2ª voce)
- Francesco Pannofino in Il motel della paura

Da doppiatore è sostituito da:
- Alessio Cigliano ne I Simpson
- Roberto Draghetti in Arthur e il popolo dei Minimei
- Alessandro Quarta in Zootropolis, Zootropolis 2
- Roberto Certomà in King of the Hill